# Národopisné muzeum
Národopisné muzeum je jednou ze součástí Národního muzea. Je zaměřeno na tradiční lidovou kulturu Čech, Moravy a Slezska. Jeho sídlem je od roku 1903 budova letohrádku Kinských, nazývaná také Musaion, v Praze na Smíchově v Kinského zahradě.

## Historie
V roce 1895 se v Praze konala Národopisná výstava českoslovanská. I díky jejímu úspěchu bylo rozhodnuto o založení Národopisného muzea českoslovanského. Po ukončení výstavy byly některé exponáty odkoupeny a umístěny do paláce v Praze v ulici Na příkopě, jehož majitelem byl hrabě Arnošt Emanuel Silva-Tarouca; ten prostory poskytl novému muzeu bezplatně na dobu 10 let.
Když koncem 19. století přestala rodina Kinských svou letní smíchovskou rezidenci využívat, podařilo se městu Praze budovu i s okolním pozemkem v roce 1901 odkoupit. Zahrada byla zpřístupněna veřejnosti, prostory letohrádku byly upraveny (na návrhu úprav se podíleli např. Jože Plečnik, Václav Roštlapil a Jiří Stibral) a v roce 1903 tu bylo muzeum otevřeno. Vůdčí osobností muzea byl v té době archeolog Lubor Niederle.     
Národopisné muzeum se v roce 1922 stalo součástí Národního muzea, do něhož bylo začleněno jako národopisné oddělení. Významně v něm v letech 1928–1940 a pak ještě 1947–1951 působila Drahomíra Stránská (z její iniciativy byl mimo jiné do areálu zahrady Kinských v roce 1929 převezen řeckokatolický kostel sv. Michala z Medvedovců na Podkarpatské Rusi, který pak byl majetkem Národního muzea až do roku 1969 a v roce 2020 vyhořel).     

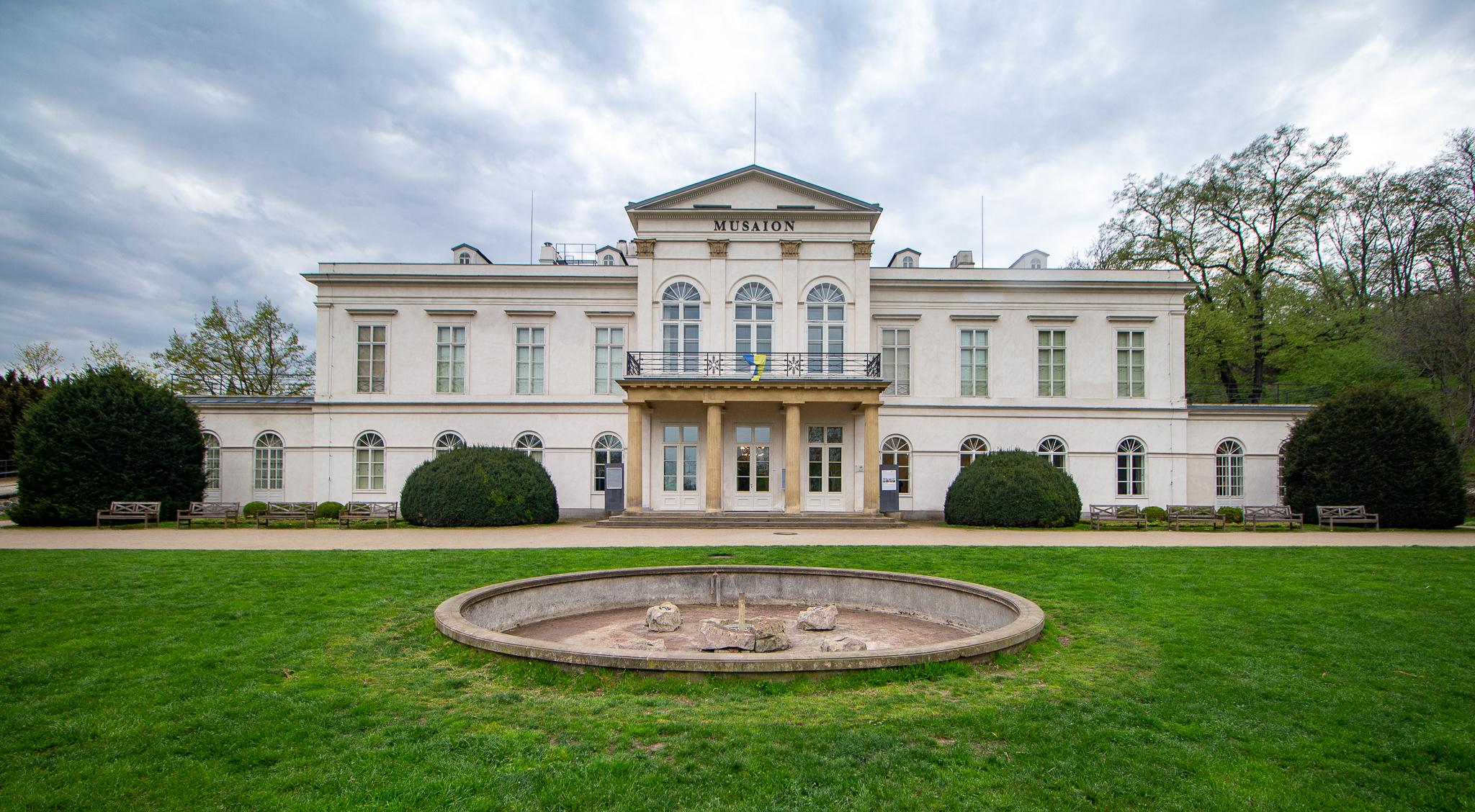
Letohrádek Kinských - Musaion v Praze-Smíchově, sídlo muzea

V roce 1964 bylo sídlo národopisného muzea vyhlášeno Národní kulturní památkou. Významnou osobností muzea byla v té době Alena Plessingerová. Sbírky zůstaly v letohrádku až do roku 1986, kdy byl kvůli havarijnímu stavu uzavřen a vyklizen. Po roce 1989 zůstal objekt majetkem hlavního města Prahy, na rekonstrukci ale chyběly potřebné finanční prostředky (trámy a krovy napadla dřevomorka, interiéry byly poškozeny plísní, do základů budovy pronikla spodní voda).     
V roce 1999 byl letohrádek opět převeden do správy Národního muzea a v roce 2003 byla zahájena celková rekonstrukce stavby, která skončila v roce 2005. V souvislosti s novým otevřením dostal letohrádek i nový název Musaion (podle řeckého Museion – chrám múz). Nová národopisná expozice získala ocenění České národopisné společnosti za rok 2005 a v roce 2007 byla nominována na cenu Evropské muzeum roku.     

## Expozice
Národopisné oddělení patří ke sbírkově nejrozsáhlejším celkům Národního muzea, jeho fondy obsahují na 200 000 sbírkových předmětů. Stálá expozice je věnována každodennímu životu i svátečním tradicím českého, moravského a slezského venkova v 18., 19. a první polovině 20. století: tradiční zemědělství, řemeslné výrobky, lidové kroje, bydlení, vybavení domácnosti i lidové umění. Část expozice si všímá obyčejů a zvyků spojených s jednotlivými ročními obdobími a událostmi (masopust, Velikonoce, letniční slavnosti a poutě, dožínky, mikulášské a adventní obchůzky, vánoční oslavy Štědrého dne). Doplňkem jsou tři řemeslné dílny, prezentující lidová řemesla a rukodělné činnosti: keramická, textilní a zvykoslovná (předměty související se zvyky, obřady a obyčeji). 
Zvláštností muzea je expozice „Tradiční lidová kultura dotykem“, která některá témata spojená s životem na vesnici přibližuje slabozrakým a nevidomým návštěvníkům. 
Během roku se v Musaionu konají i krátkodobé výstavy, folklorní koncerty, řemeslné a výtvarné workshopy. Příležitostně je objekt pronajímán i pro pořádání různých společenských akcí, např. svateb.

## Ze sbírek muzea

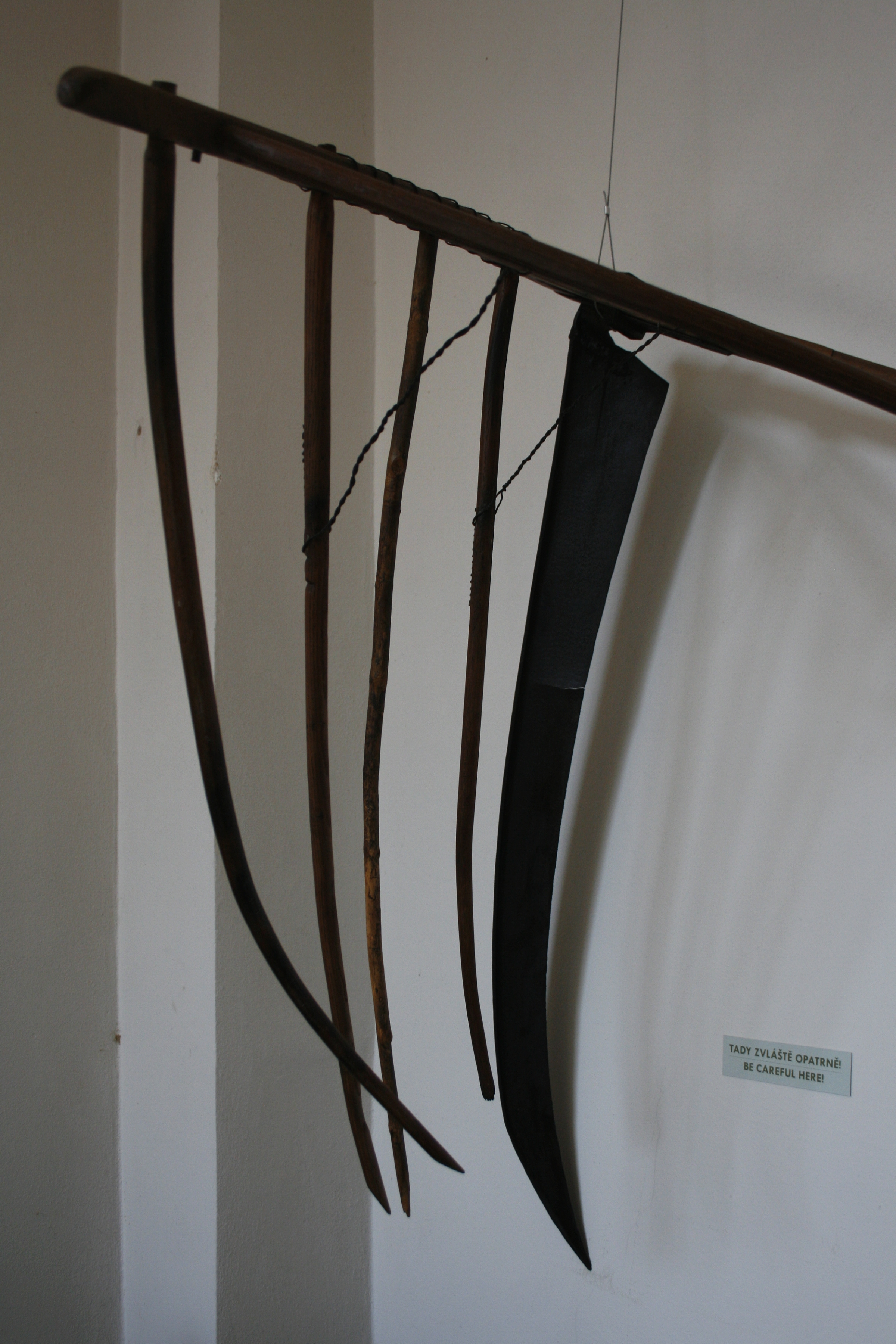
Kosa s hrabicí
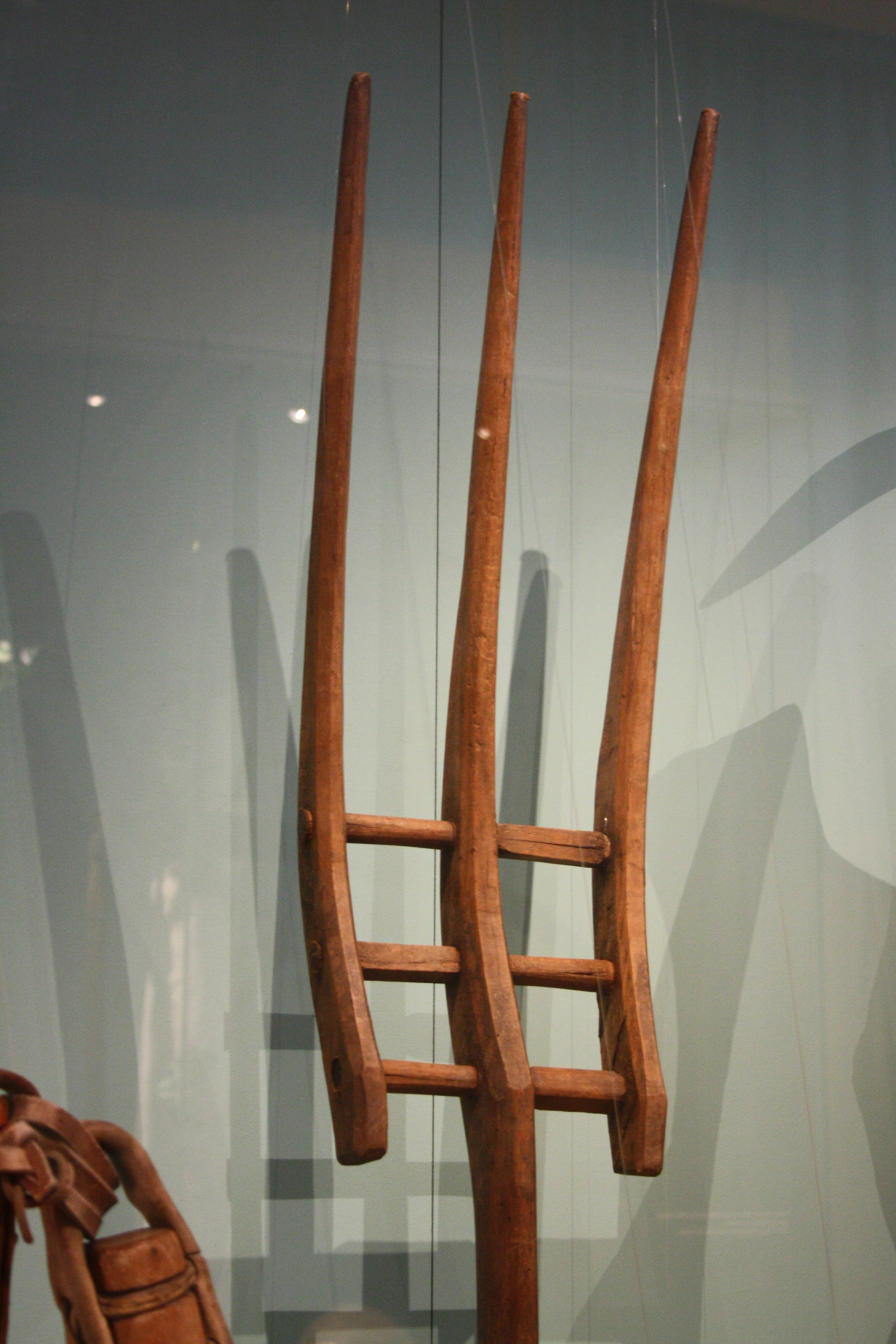
Vidle na hnůj
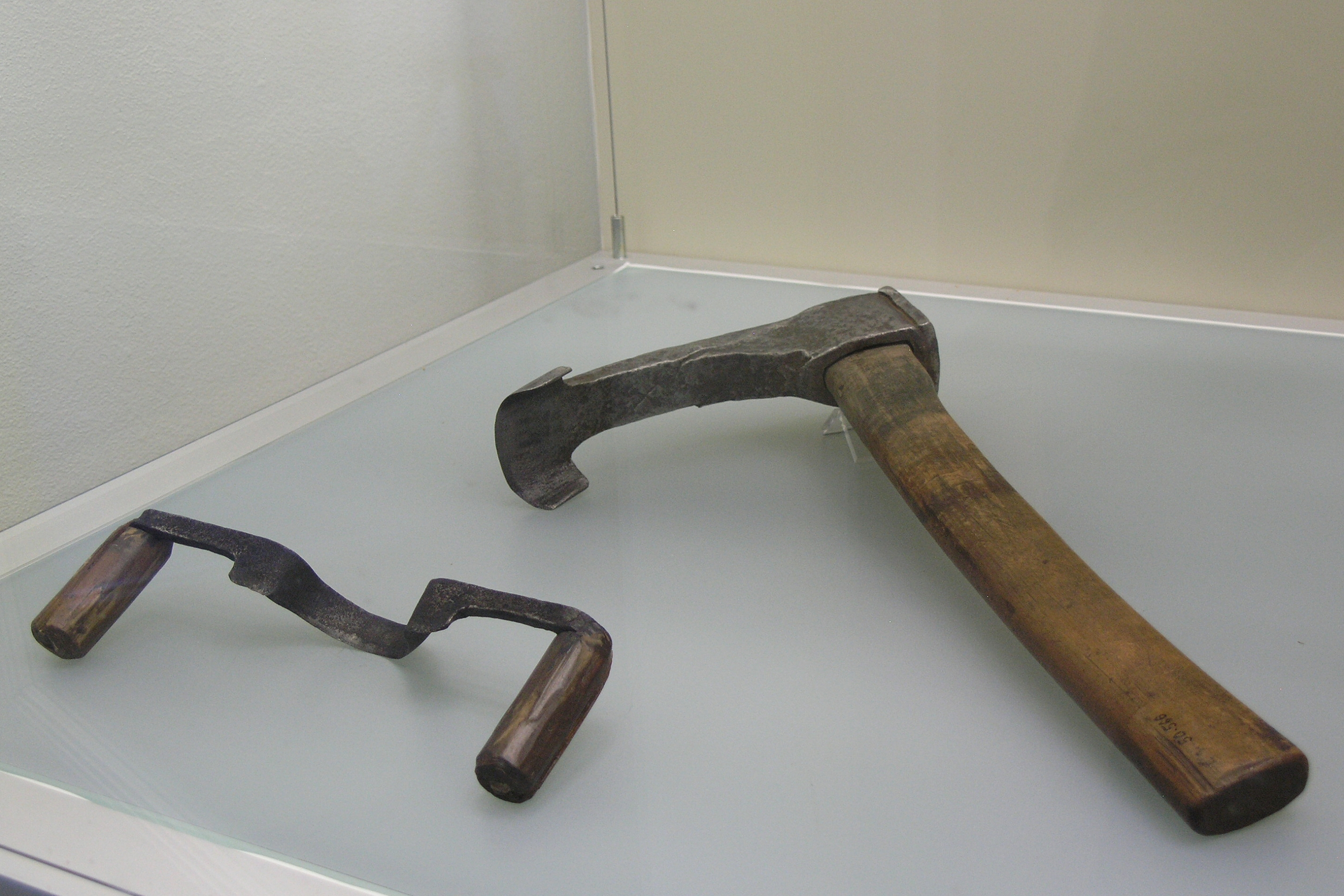
Tesařské nářadí
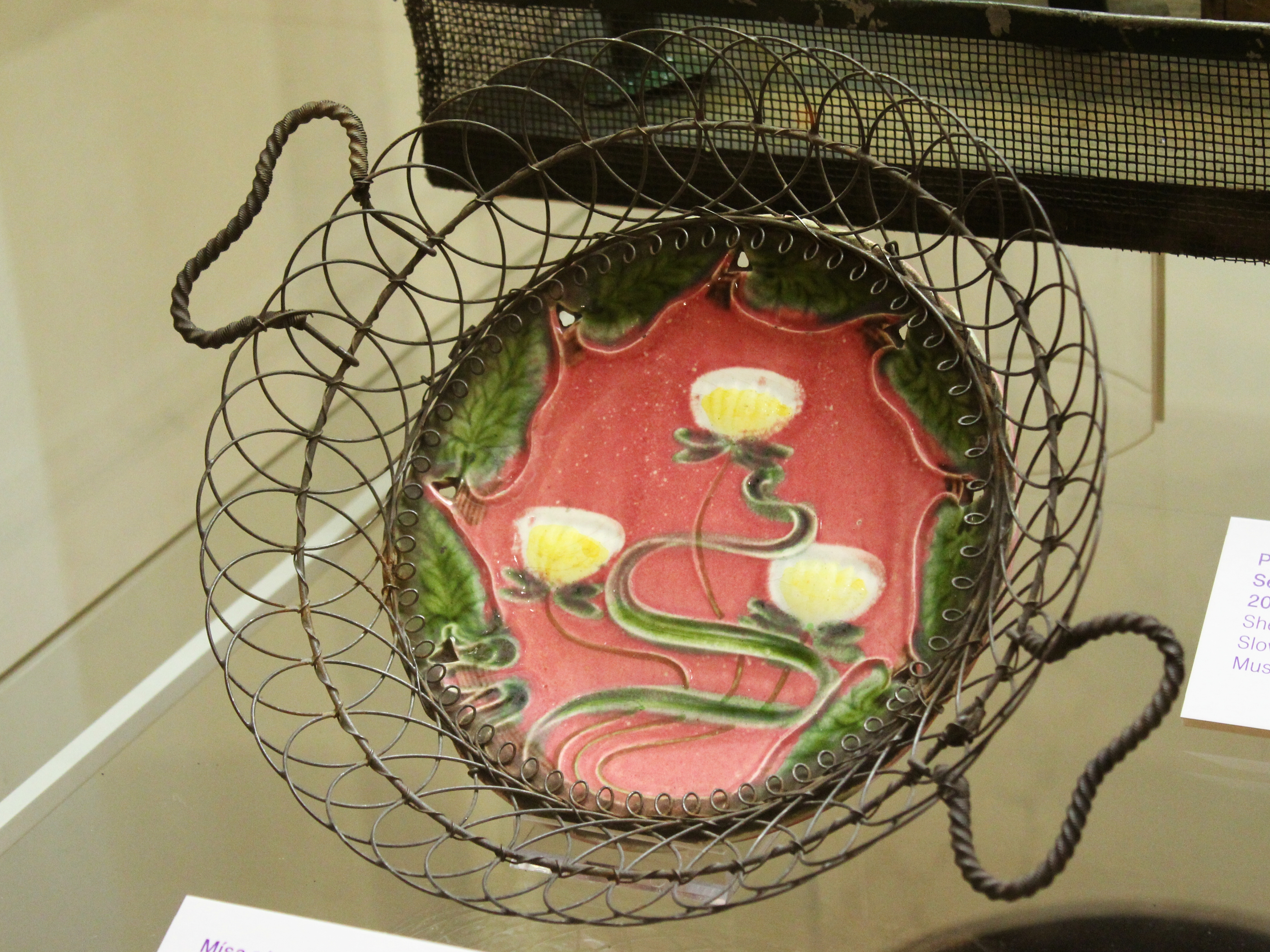
Drátenictví
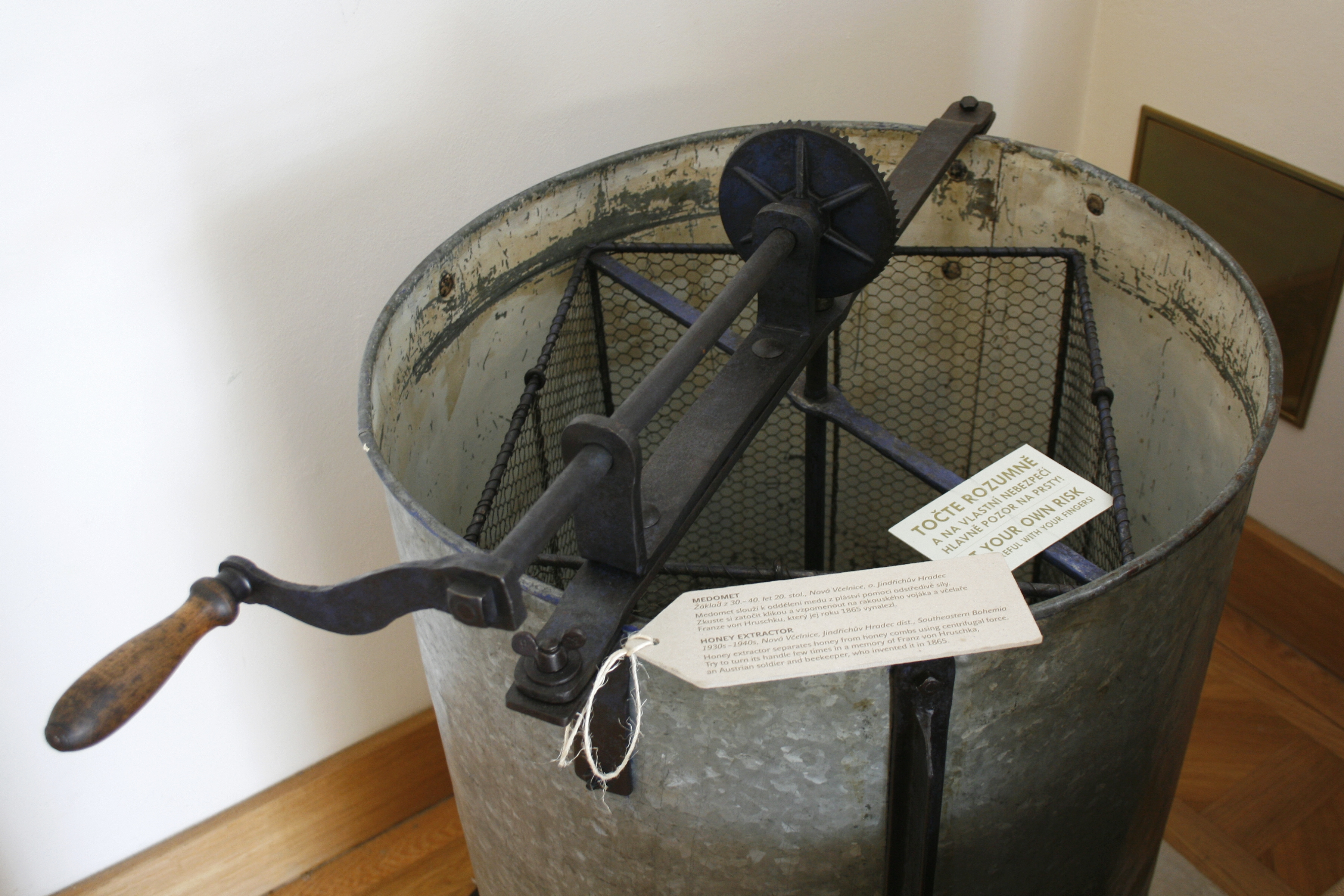
Medomet
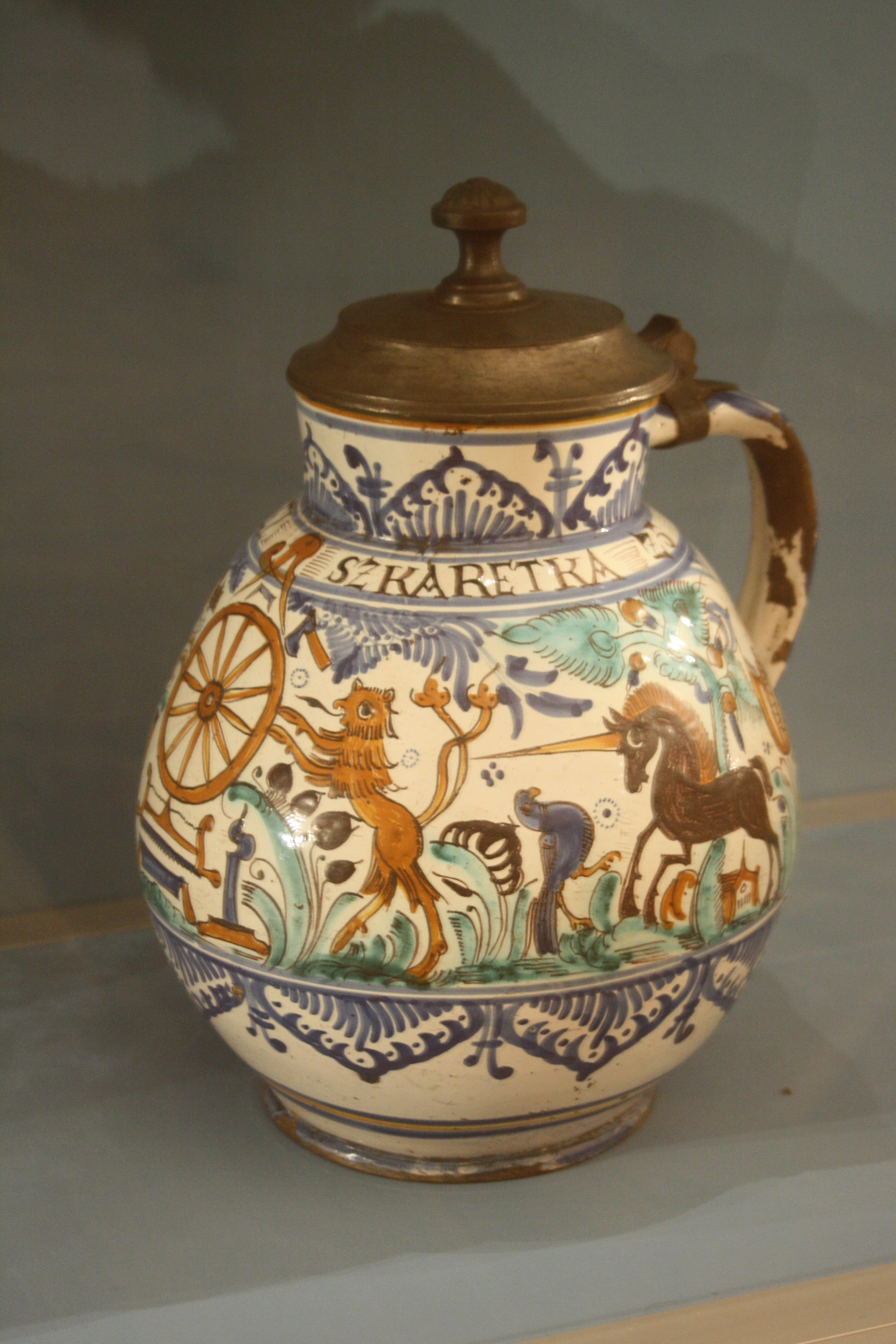
Keramika
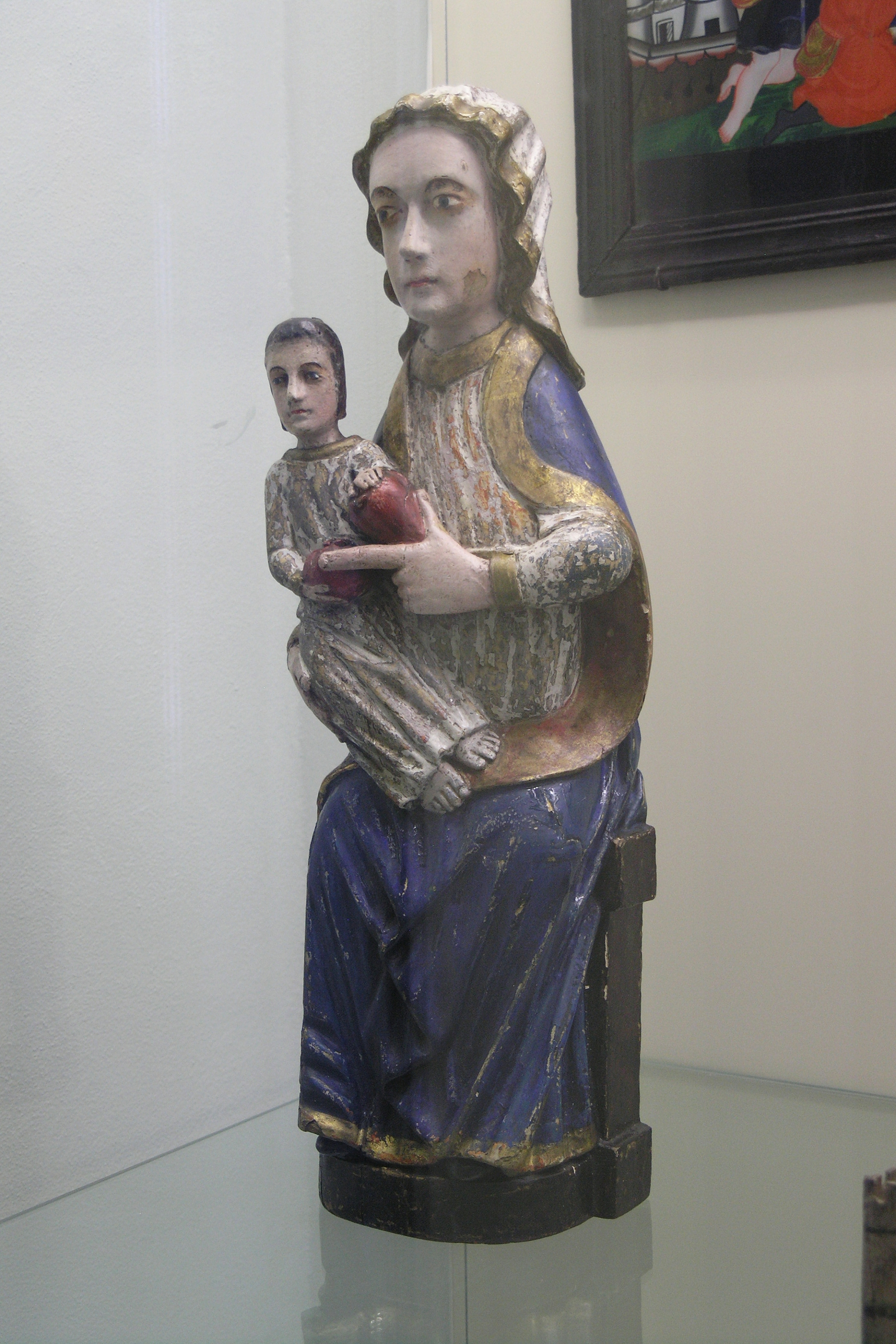
Soška Madony
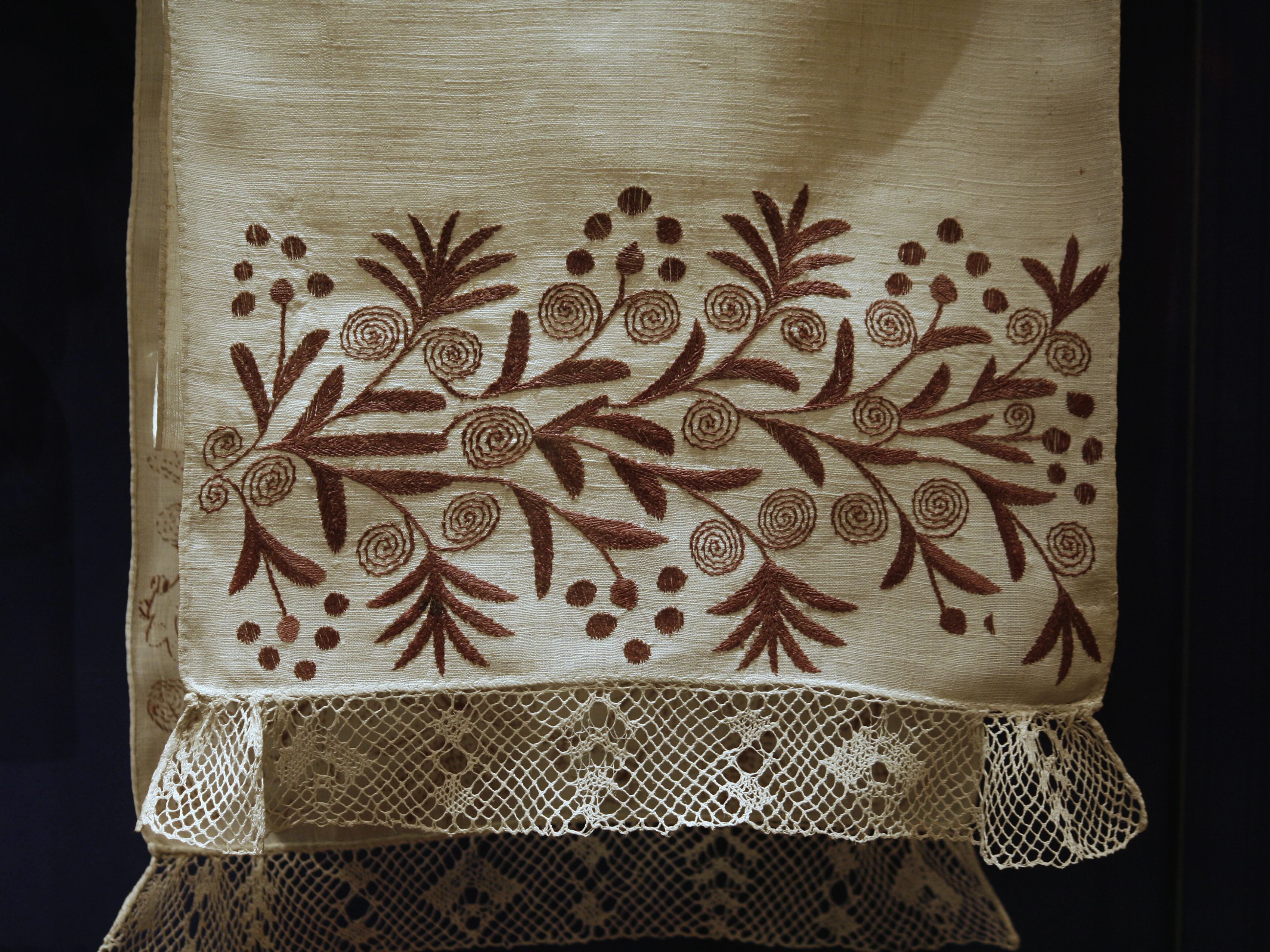
Výšivka
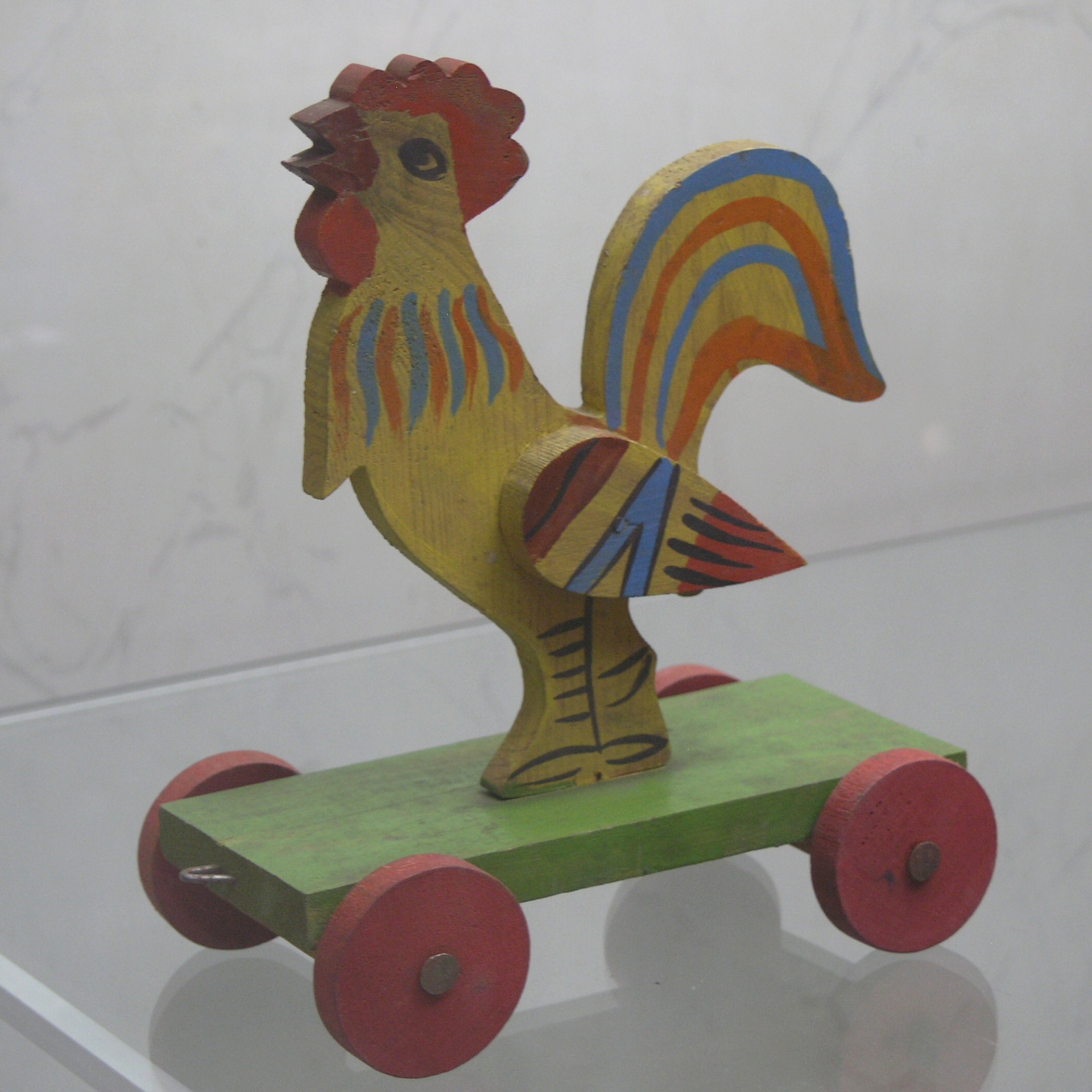
Hračky
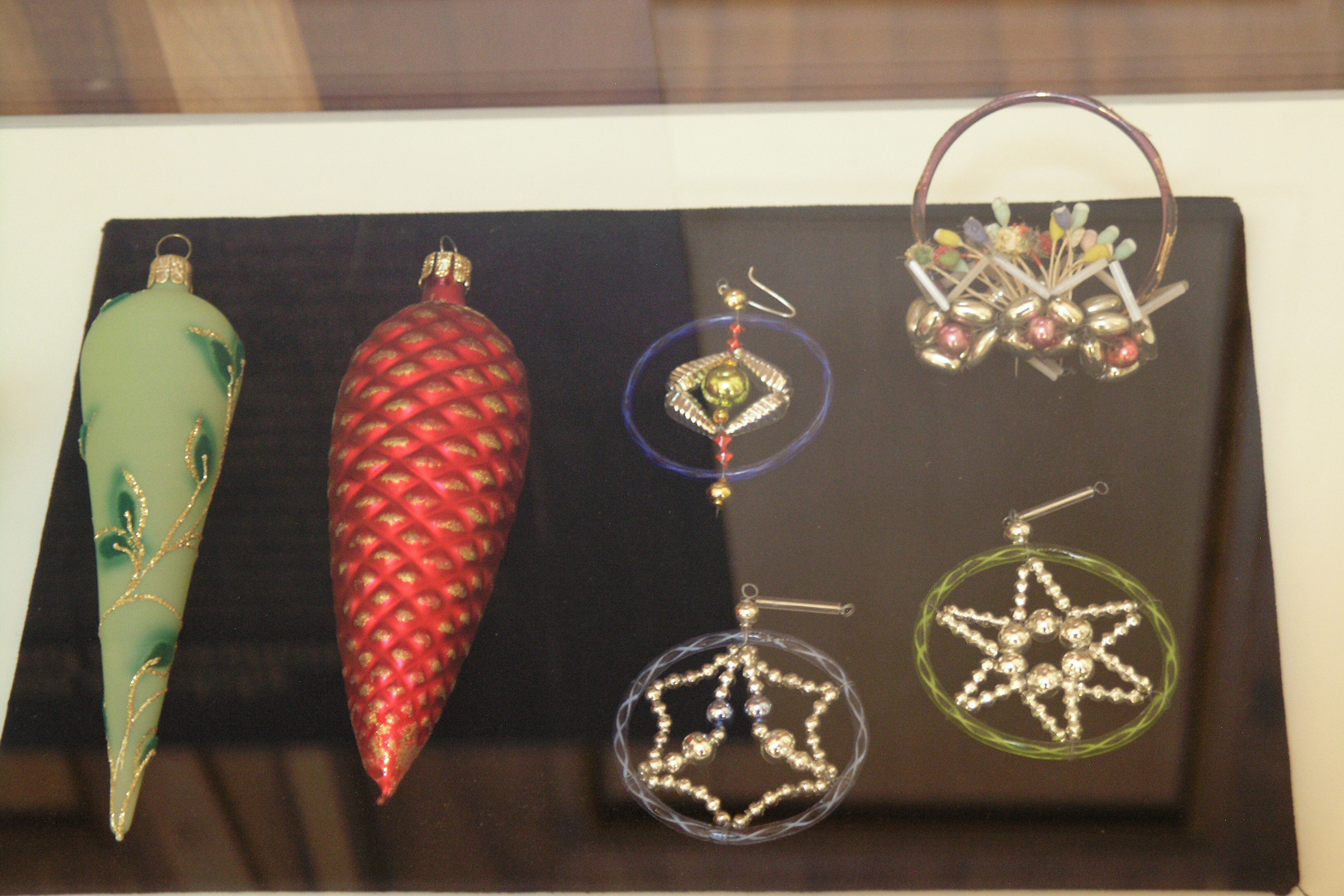
Vánoční ozdoby
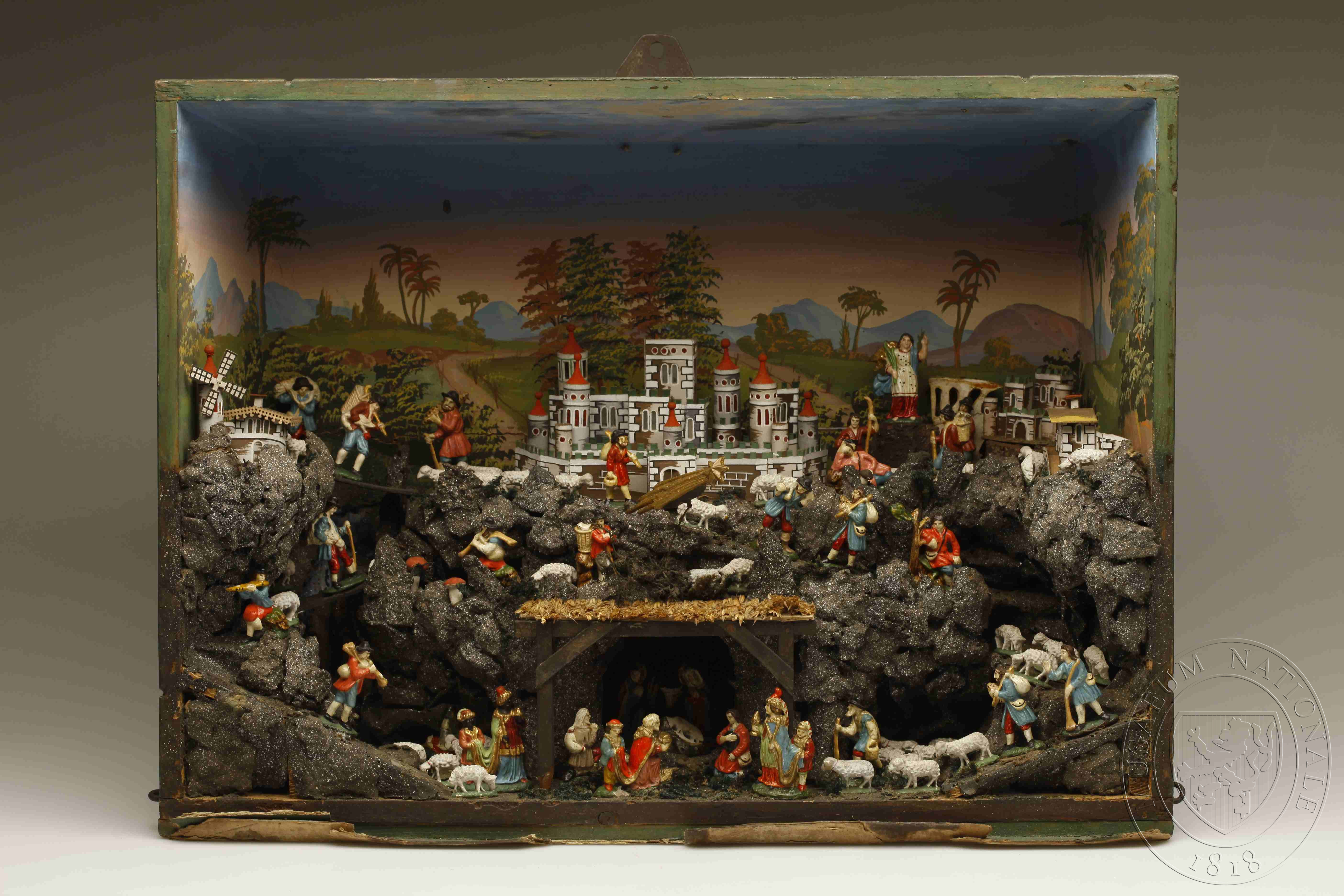
Skříňkový Betlém
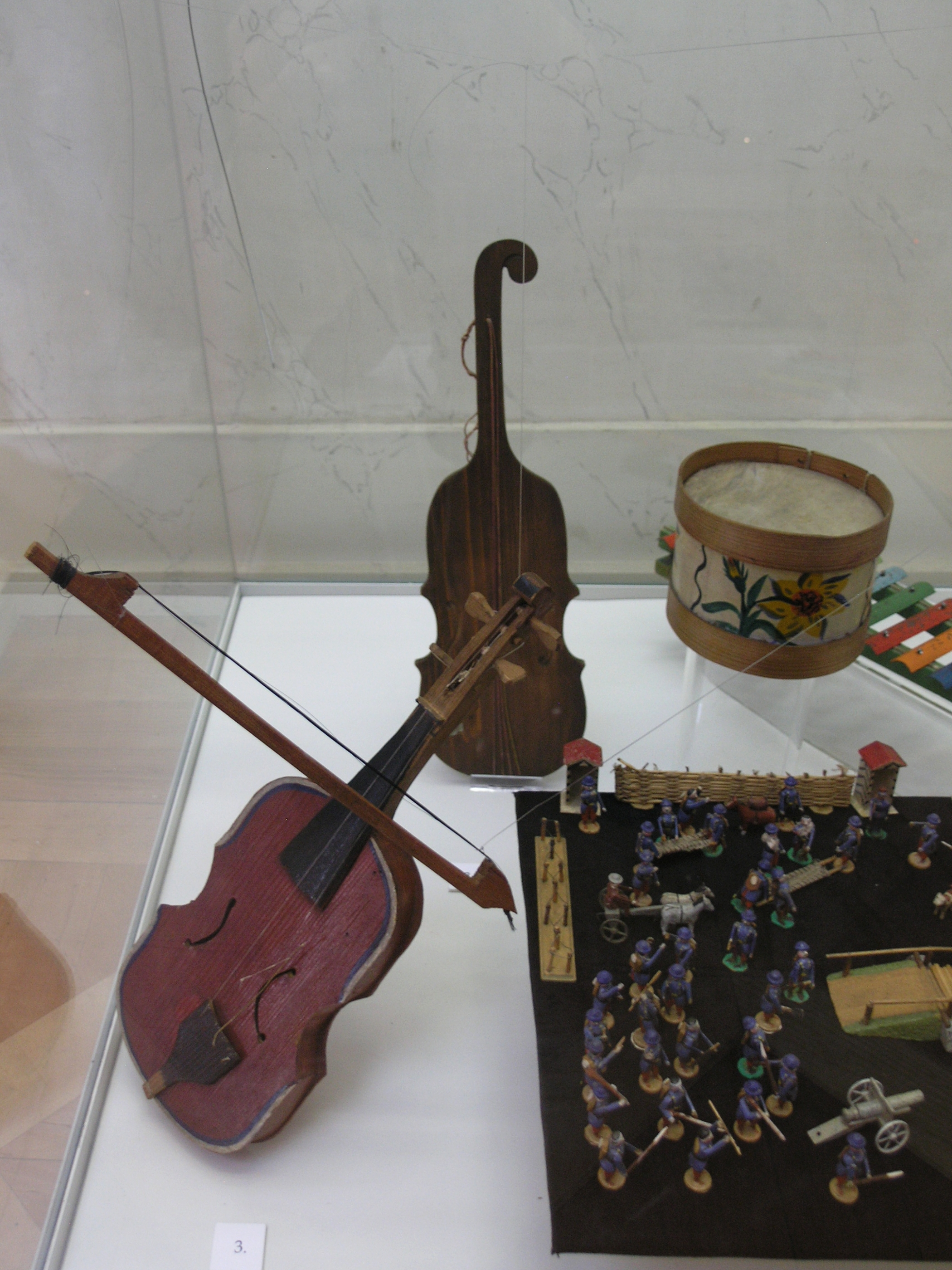
Hudební nástroje
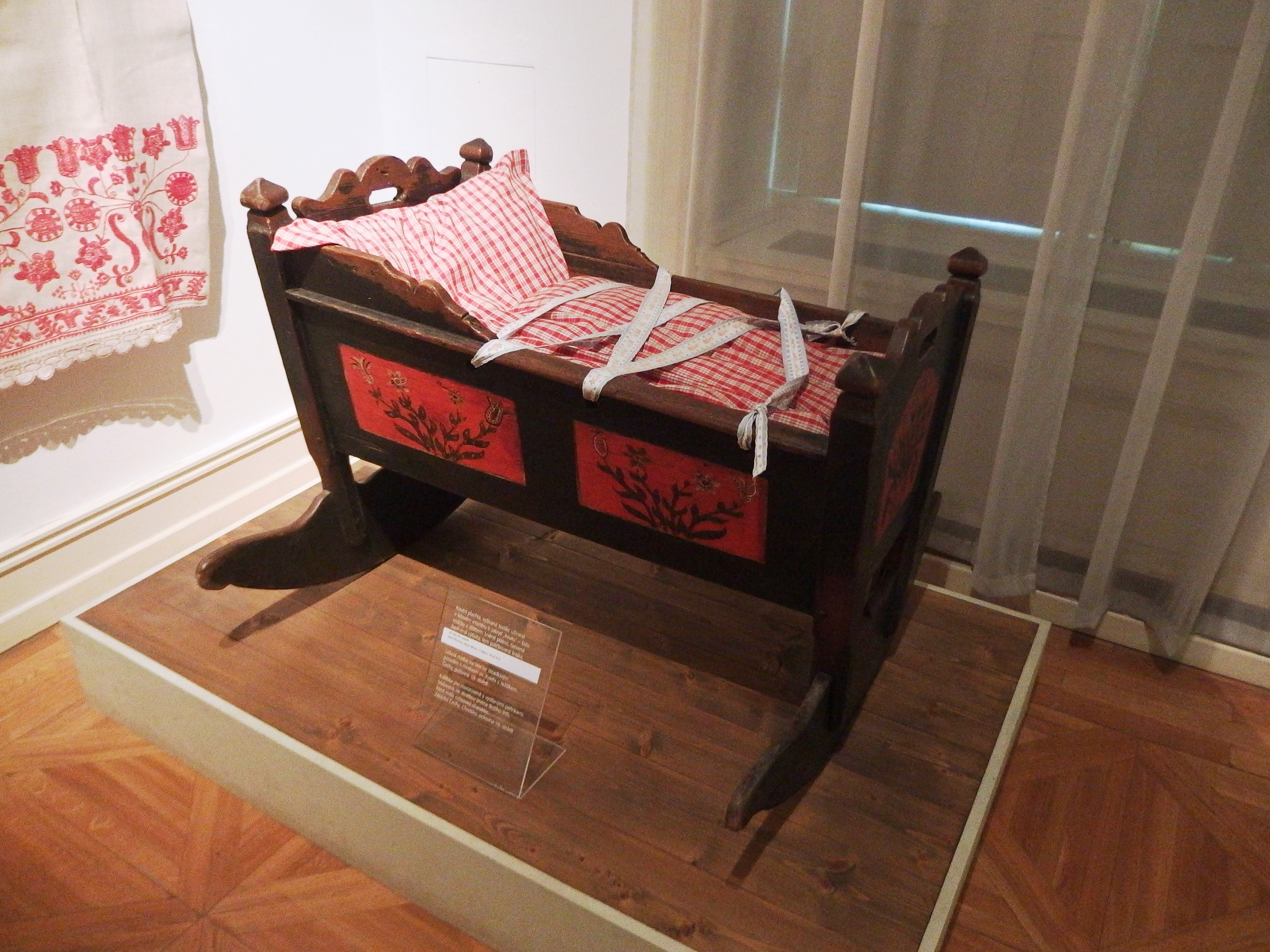
Kolébka
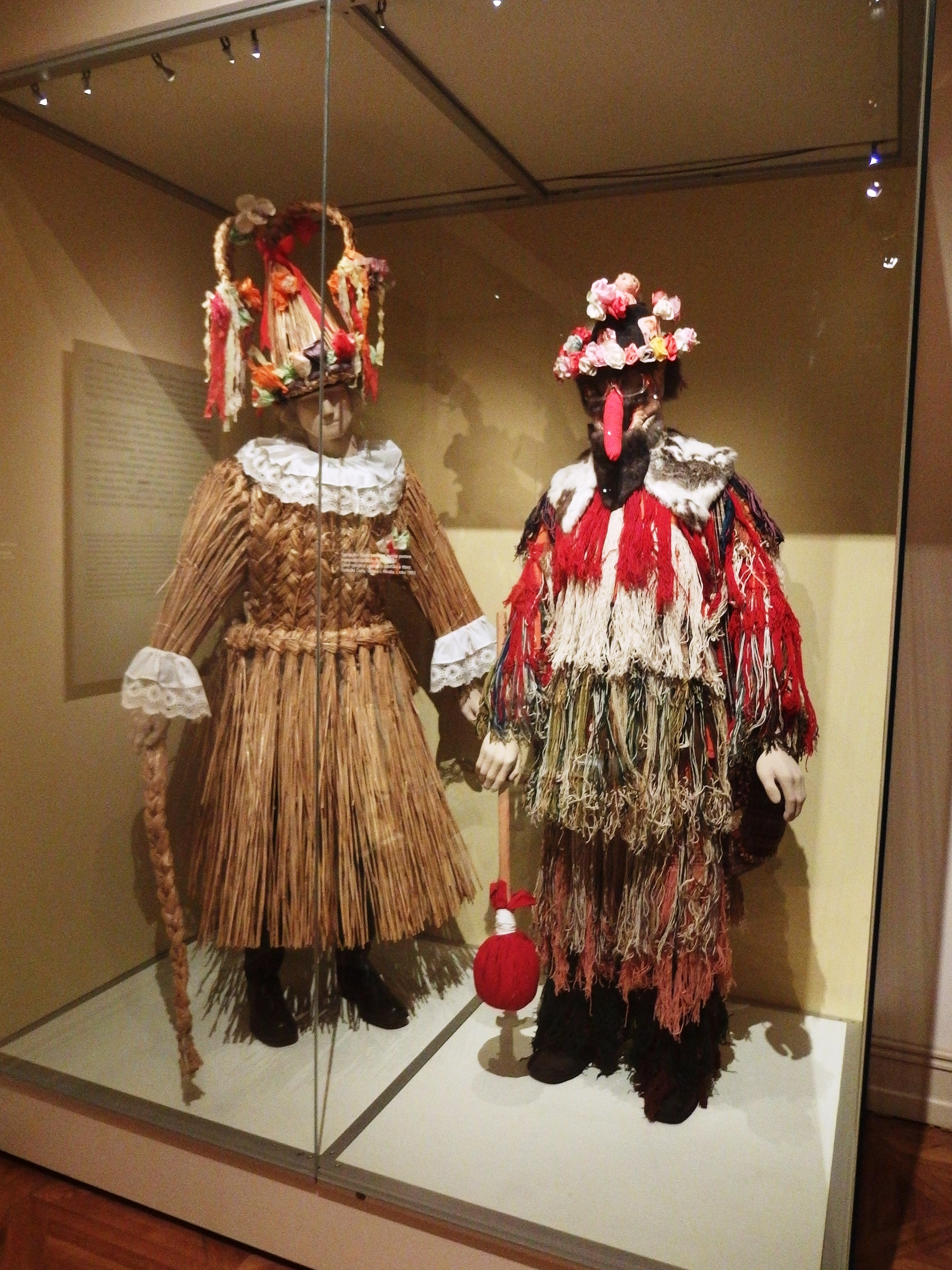
Masopustní maškary